# Студни

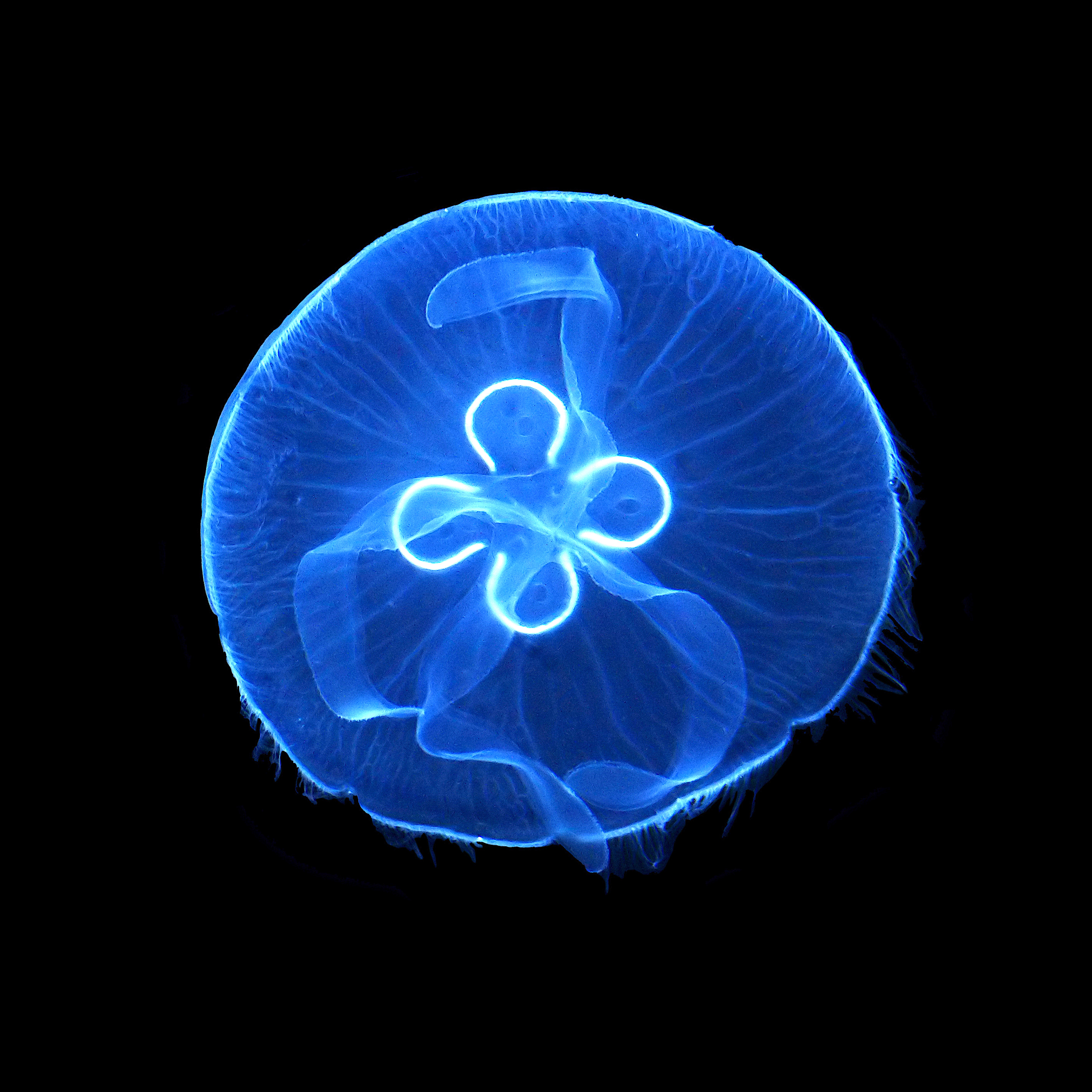
Медуза Ушастая аурелия с прозрачным студенистым телом

Студни — структурированные гомогенные системы, заполненные жидкостью, каркас которых образован молекулами высокомолекулярных соединений. В настоящее время термин «Студни» вытесняется более общим понятием «Гели».

## Строение и свойства студней
Студни похожи по свойствам на коллоидные гели, в частности характеризуются отсутствием текучести, способностью сохранять форму, прочностью и упругостью. Эти свойства обусловлены наличием пронизывающей весь объём студня пространственной сетки макромолекул.
Однако, в отличие от коллоидных гелей, сечение сплошной пространственной сетки имеет молекулярные размеры и она образована не вандерваальсовыми, а химическими или водородными связями. Таким образом, основное отличие студней от коллоидных гелей состоит в том, что это гомогенные, а не дисперсные системы. Иная природа связей определяет и структурно-механические свойства студней: в отличие от коллоидных гелей они не тиксотропны.
В коллоидной химии и в науке о полимерах оба термина — «студни» и «гели» — используются как синонимы.
Типичные студни — аморфные гомогенные системы (иногда они содержат в узлах структурной сетки мельчайшие кристаллические области — кристаллиты). Гомогенные студни или неструктурированные растворы полимеров могут расслаиваться на фазы с образованием конденсационных дисперсных структур, их часто называют гетерогенными студнями.

## Студнеобразование
Возможны два пути образования студней: застудневание легкоподвижных или вязкотекучих жидкостей и набухание твёрдых полимеров в подходящих жидких средах.
Студнеобразование широко используется в технологии пластмасс, резин, химических волокон, пищевых продуктов; оно распространено и в органической природе.

## Некоторые студни
Гремучий студень — мощное взрывчатое вещество бризантного действия. Получается при растворении нитроцеллюлозы в нитроглицерине (растворитель) с добавками флегматизаторов. Изобретён А. Нобелем в 1875. Из-за опасности в военной практике не применяется. Использовался в буровзрывных работах и террористической практике.
Вартонов студень — масса студенистой соединительной ткани, окружающая кровеносные сосуды и остатки других зародышевых органов, проходящие в пупочном канатике, прикрепляющем плод к последу (у человека). Назван в честь описавшего его британского анатома Томаса Вартона.